# 甘松郡
甘松郡，中国南北朝时设置的郡。
- 十六国西秦建义元年（385年）乞伏国仁改甘松护军置甘松郡，治所在今甘肃迭部县东南、舟曲县及四川若尔盖县东境一带。北周于此筑城置甘松防，建德六年（577年）改置芳州。
- 南齐在蚕陵县（今四川省茂县北迭溪）设置甘松獠郡，属于益州，甘松獠郡为獠族聚居地，后废。
- 北周天和元年（566年）置甘松郡，属宕州。治所在怀道县（今甘肃宕昌县西南）。辖境相当今甘肃宕昌、舟曲二县交界之地，四川省松潘县、九寨沟县等一带。隋文帝开皇三年（583年）废，怀道县直属宕州。